# Alberto Rivera
Alberto Magno Romero Rivera (n. 19 septembrie 1935, Las Palmas, Gran Canaria – d. 20 iunie 1997, Broken Arrow, Oklahoma) a fost un activist anti-catolic care a fost sursa mai multor teorii ale conspirației despre Vatican ale autorului creștin fundamentalist Jack Chick.
Chick a promis să promoveze afirmațiile lui Alberto chiar și după ce acesta a murit. Rivera a susținut că a fost un iezuit înainte de a deveni un protestant fundamentalist, iar multe dintre povestirile publicate de Chick despre Rivera implica conspirații ale iezuiților.

## Acuzațiile împotriva catolicismului
Potrivit lui Rivera, iezuiții sunt responsabili pentru crearea comunismului, islamului și a nazismului, provocând războaiele mondiale, recesiune, Masacrul de la Jonestown, asasinarea lui Abraham Lincoln și John F. Kennedy (un catolic), el mai susține că Biserica Catolică dorește să răspândească homosexualitatea și avortul, că Mișcarea carismatică este o altă față a Bisericii Catolice, că papii reprezintă Antihristul și că Biserica Catolică este Curva din Babilon. El a susținut de asemenea că iezuiții au fost conducătorii din spatele Inchiziției medievale din secolul al XIII-lea, în ciuda faptului că iezuiții au apărut în anii 1540.

## Acuzațiile că Biserica a creat Islamul
Rivera a afirmat că Mahomed a fost manipulat de către Biserica Catolică în scopul de a crea Islamul și de a distruge evreii și alte grupuri de creștini; și că prima sa soție, Khadijah Bint Khuwaylid, a fost de fapt o călugărită dintr-o mănăstire arabă căreia un episcop i-a spus să se căsătorească cu Mahomed și să semene semințele a ceea ce avea să devină Islamul. Rivera, de asemenea, a afirmat că Vaticanul a regizat aparițiile de la Fatima (numite după Fatimah, fiica lui Muhammed) pentru a se apropia de musulmani. În continuare, el a susținut că a fost pusă în scenă și tentativă de asasinat asupra Papei Ioan Paul al II-lea din 1981 folosindu-se un musulman ca lunetist pentru "a se da vina pe lumea musulmană, aducându-i astfel mai aproape de credința catolică!".